# International Island Games Association
International Island Games Association (pol. Międzynarodowa Wyspiarska Federacja Sportu, w skrócie IGA, lub IIGA) – międzynarodowa organizacja sportowa organizująca Island Games. Powstała w 1985 na wyspie Man. obecnie zrzesza 24 wyspy, głównie z Brytanii, Skandynawii i Morza Śródziemnego. Jedynym terytorium niebędącym wyspą jest Gibraltar, który jest półwyspem.

## Członkowie
- Alderney
- Anglesey
- Bermudy
- Falklandy
- Frøya
- Gibraltar
- Gotlandia
- Grenlandia
- Guernsey
- Hebrydy Zewnętrzne
- Hitra
- Jersey
- Kajmany
- Minorka
- Orkady
- Rodos
- Sarema
- Sark
- Szetlandy
- Wight
- Wyspa Man
- Wyspy Alandzkie
- Wyspy Owcze
- Wyspa Świętej Heleny, Wyspa Wniebowstąpienia i Tristan da Cunha

Źródło:

### Byli członkowie
- Islandia
- Malta
- Wyspa Księcia Edwarda